# 松浦鉄道
松浦鉄道株式会社（まつうらてつどう）は、長崎県・佐賀県で旧国鉄特定地方交通線の西九州線を運営している第三セクター鉄道事業者。長崎県や西肥自動車などが出資している。運営する鉄道路線の略称は、松浦鉄道自らMRとしており、沿線住民にもMRやMR鉄道といった愛称で親しまれている。

## 歴史
- 1987年（昭和62年）12月10日：会社設立。
- 1988年（昭和63年）4月1日：九州旅客鉄道（JR九州）松浦線を転換して西九州線開業[5]。
- 2000年（平成12年）1月6日：レトロ列車「レトロン号」発車式。
- 2007年（平成19年）3月18日：MR-600形運用開始。
- 2011年（平成23年）3月12日：西九州線全線でICカード「長崎スマートカード」の利用が可能となる。
- 2012年（平成24年）3月19日：MR旅行サービスを閉店、同月末で旅行事業から撤退。
- 2013年（平成25年）7月30日：ホームページ開設[6][7]。
- 2019年（令和元年）11月27日：佐川急便と共同で貨客混載事業を開始[8][3]。
- 2020年（令和2年）
  - 3月1日：西九州線全線でICカード「nimoca」の利用が可能となる[9][10]。
  - 5月31日：この日をもってICカード「長崎スマートカード」の取扱を終了[9][10][11]。

## 路線
駅一覧等は以下の項目を参照のこと。
- 西九州線（全長93.8 km、57駅）

鉄道事業法による鉄道としては、日本で最西端を走る鉄道であり、途中のたびら平戸口駅が日本最西端の駅である。松浦鉄道は自社のホームページで「日本最西端の鉄道へようこそ!」と記載している。九州本土より西にある沖縄本島を走る沖縄都市モノレール線（ゆいレール）は一般に「鉄道」と呼ばれるが、軌道法による軌道であり、これを含めても、2本のレールを使う普通鉄道路線としては松浦鉄道が日本最西端となる。
佐世保中央駅と中佐世保駅間の距離は200 m と路面電車やケーブルカーなどを除けば、筑豊電気鉄道黒崎駅前駅-西黒崎駅間と並んで日本一短い。
なお、開業時から佐世保駅の高架化工事による中断期（2000年3月から2002年3月）を除いて一部列車が佐世保駅よりJR九州佐世保線早岐駅（1992年から2000年まではハウステンボス駅）まで直通運転していたが、2006年3月18日のダイヤ改正でJRとの相互乗り入れを中止した。「松浦鉄道の車両の老朽化により故障が多発、安全が確保できない」ことが理由となっていたが、松浦鉄道では開業当初の車両の置き換えを進めるとともに在来車の安全対策も強化することにより、たびら平戸口駅 - ハウステンボス駅間の直通乗り入れを再開したいとし、2009年3月に乗り入れを再開した。なお、松浦鉄道は当初は朝夕の乗り入れを予定していたが、「ダイヤが混む朝夕は難しい」とするJR側との調整が付かず、結局、松浦鉄道側だけから単行（1両編成）で昼間にハウステンボス駅まで乗り入れる計画に変更されることになった。2011年3月12日のダイヤ改正からは、運行区間が早岐駅までに短縮され、運行時刻も変更となった。2020年3月14日のダイヤ改正で直通運転が廃止された。

路線図

## 車両
2013年2月現在、下記の3形式23両が在籍している。MR-600形は日本車輌製造、他の車両は新潟鐵工所により製造。開業時の新製車両18両には缶飲料の自動販売機が設置されていたが、その後に全て撤去されている。
車両のカラーリングは路線の多くが海沿いを走ることから、西海のブルーや九十九島の夕映えを表すオレンジ（自社コーポレートカラーでもある）をあしらっているものが多い。MR-100形から500形までの各形式は同じ形式は同じカラーリングでまとめられていたが、MR-600形については増備時期ごとに帯色を変更している。
- MR-400形（401） - 1998年に1両導入。全長18 m とそれまでの車両より大型になった。前面貫通型、セミクロスシート。
- MR-500形（501） - レトロ調車両で愛称は「レトロン号」。1999年に財団法人日本宝くじ協会が寄付。前面貫通型、転換クロスシートで現在籍車唯一のトイレ装備車。カラオケ装置を搭載。
- MR-600形（601 - 621） - 真岡鐵道モオカ14形ベースの新型車両。愛称は「肥前 WEST LINER」。1人掛け転換クロスシート・4人掛けボックスシート・ロングシートの3種類の座席を設けている。2007年3月ダイヤ改正後から2012年までに21両を順次新製し、MR-100・200・300形24両を置き換えた。

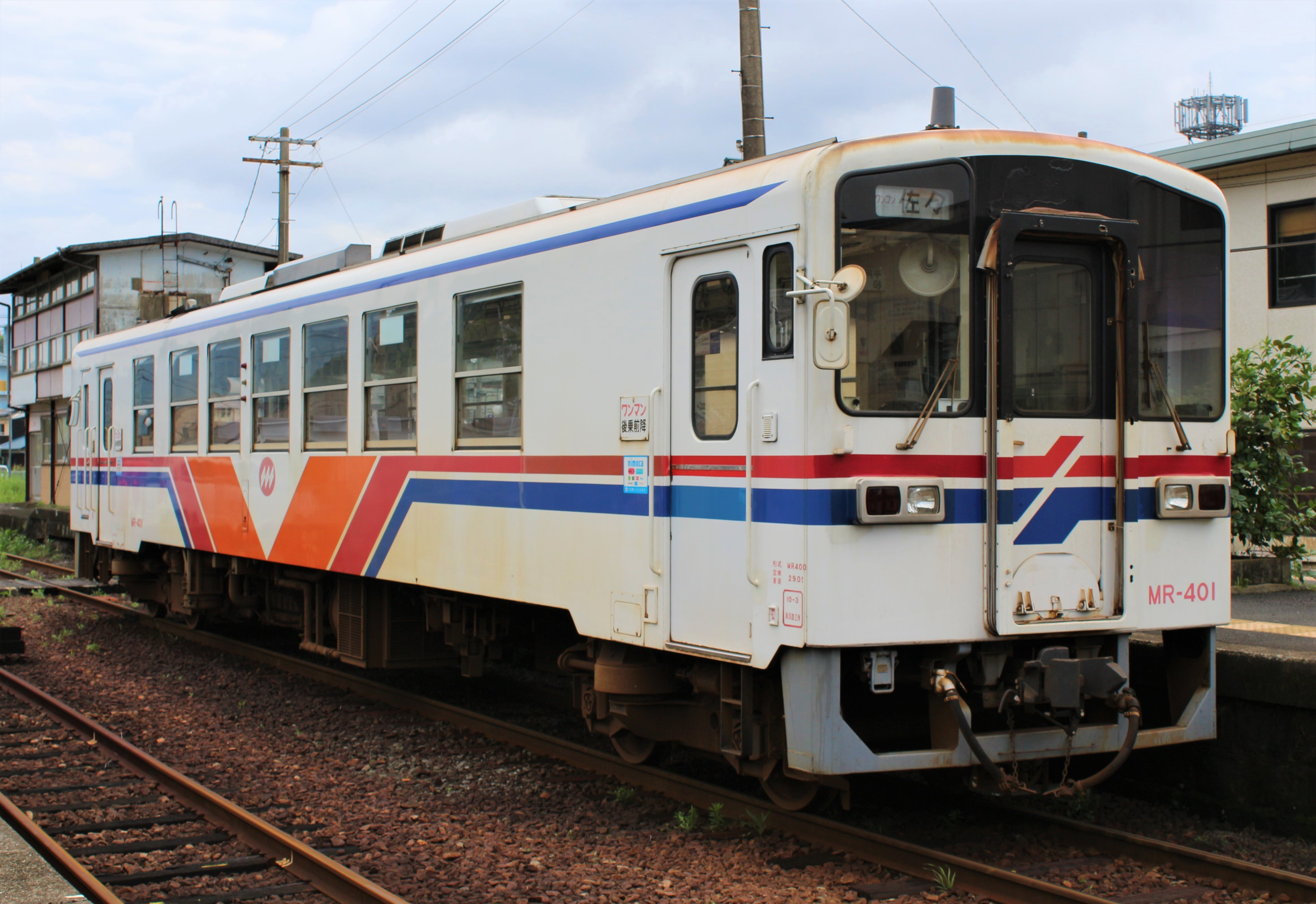
MR-400形（2020年7月 佐々駅）
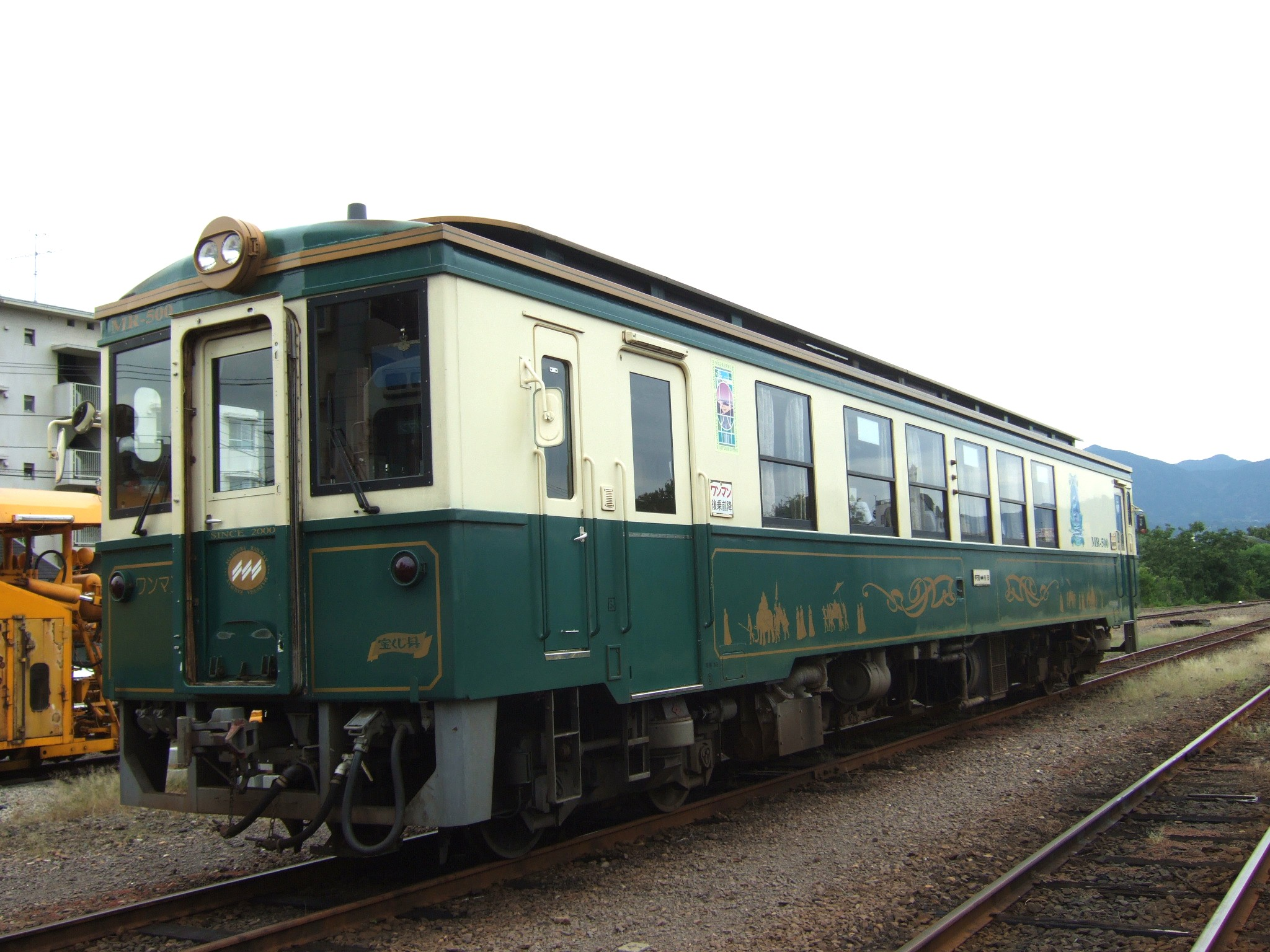
MR-500形（2007年10月 伊万里駅）
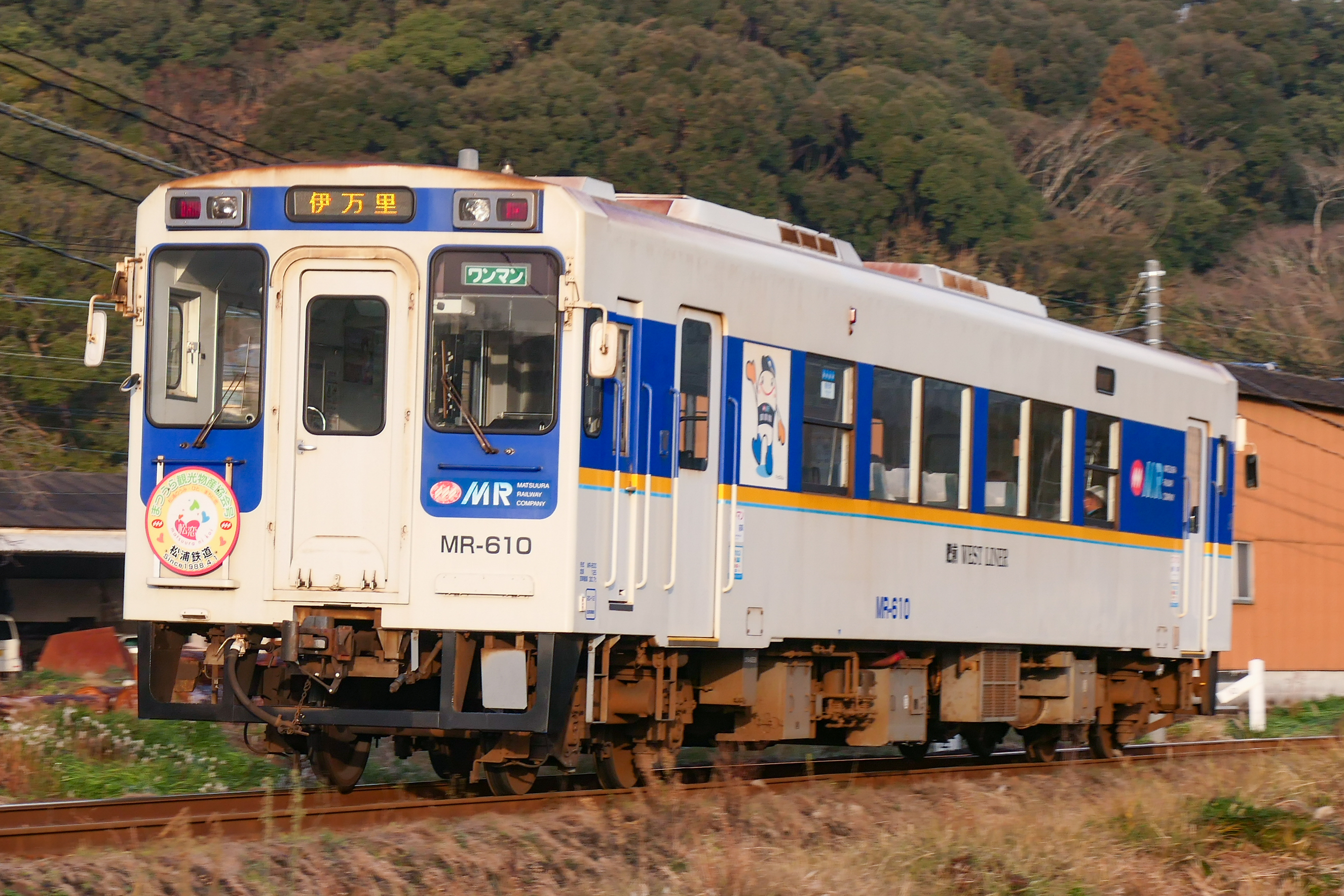
MR-600形（2023年1月 黒川駅 - 蔵宿駅間）

### 過去の車両
いずれもMR-600形の増備に伴って全車両が運用を離脱した。
- MR-100形（101 - 111・121 - 126） - 前面貫通型、セミクロスシート。外観はNDCシリーズの兄弟形式であるキハ120形に類似。2012年までに全車両運用離脱。
- MR-200形（201 - 205） - 前面非貫通型、セミクロスシート。2007年に全車両運用離脱。
- MR-300形（301・302） - 前面非貫通型。当初はクロスシートだったがロングシートに改造された。カラオケ装置を搭載。唯一のオールロングシート車両だった。2007年に全車両運用離脱。

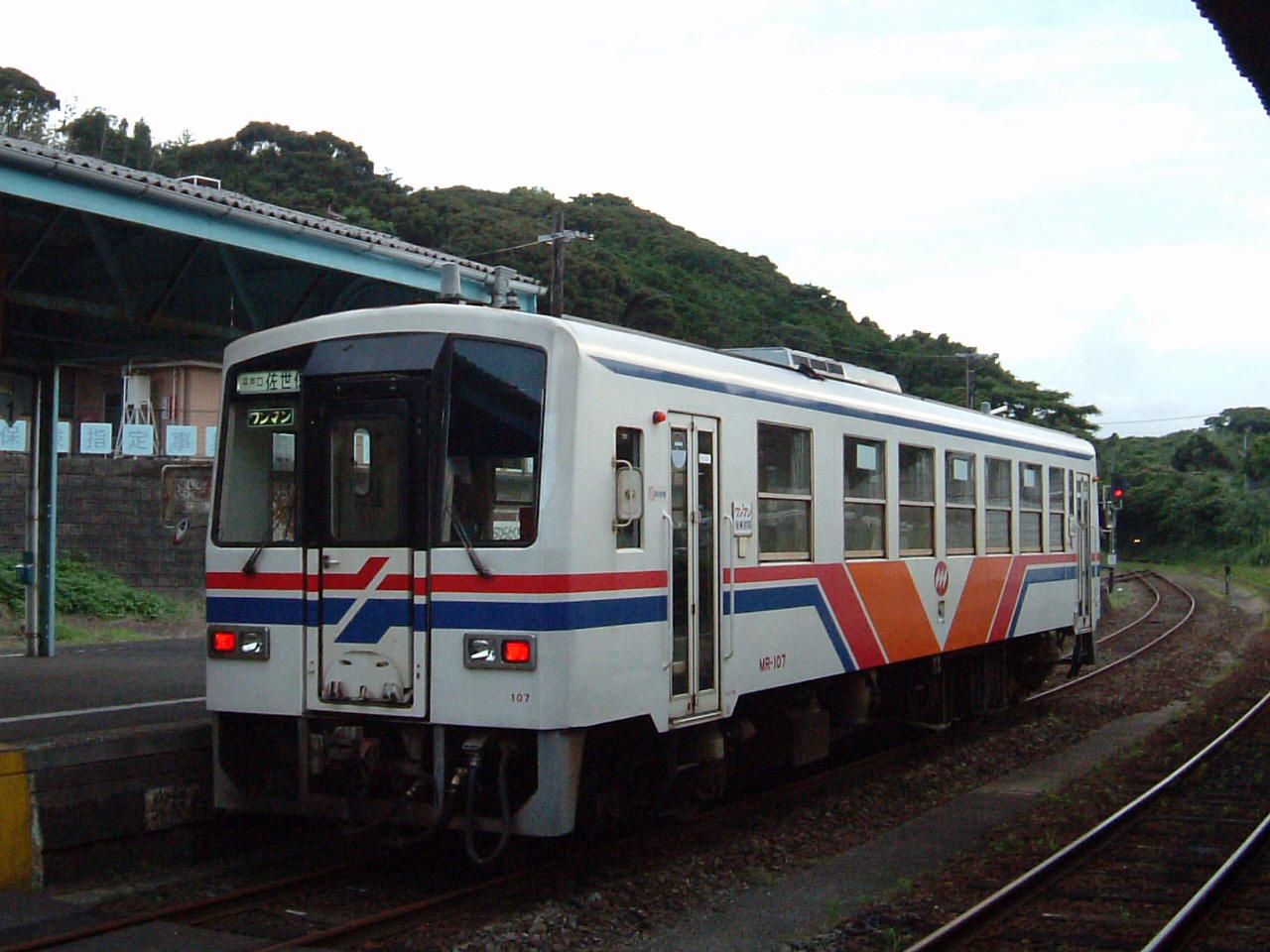
MR-100形（2006年7月 たびら平戸口駅 ）
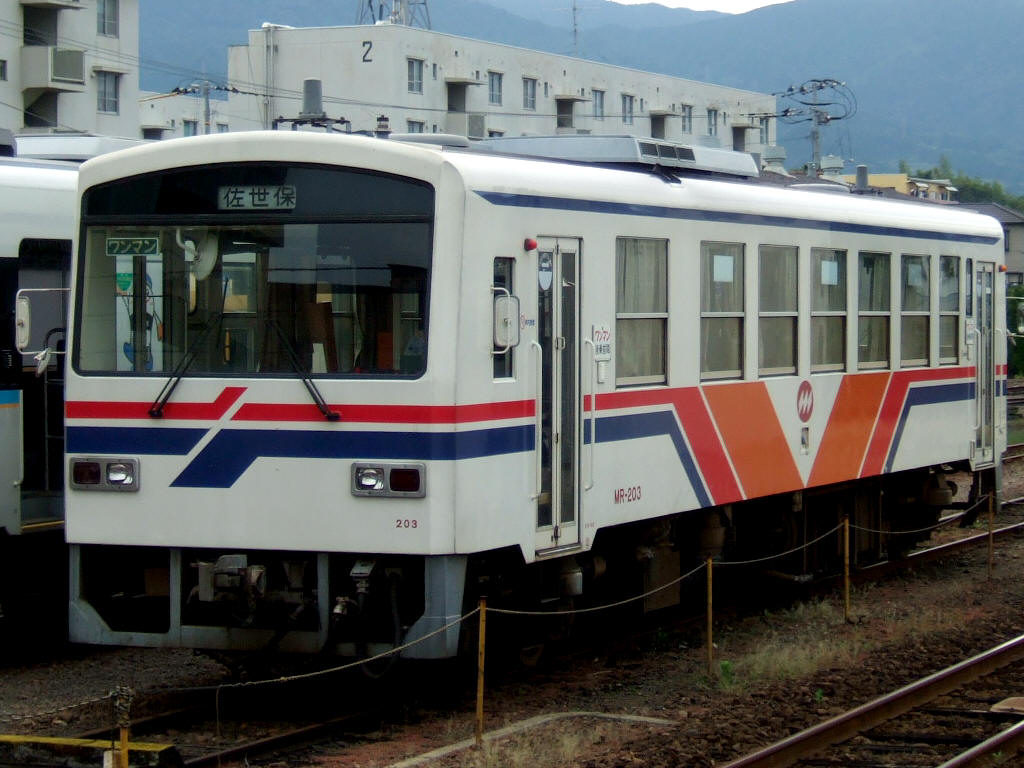
MR-200形（2007年10月 伊万里駅 ）
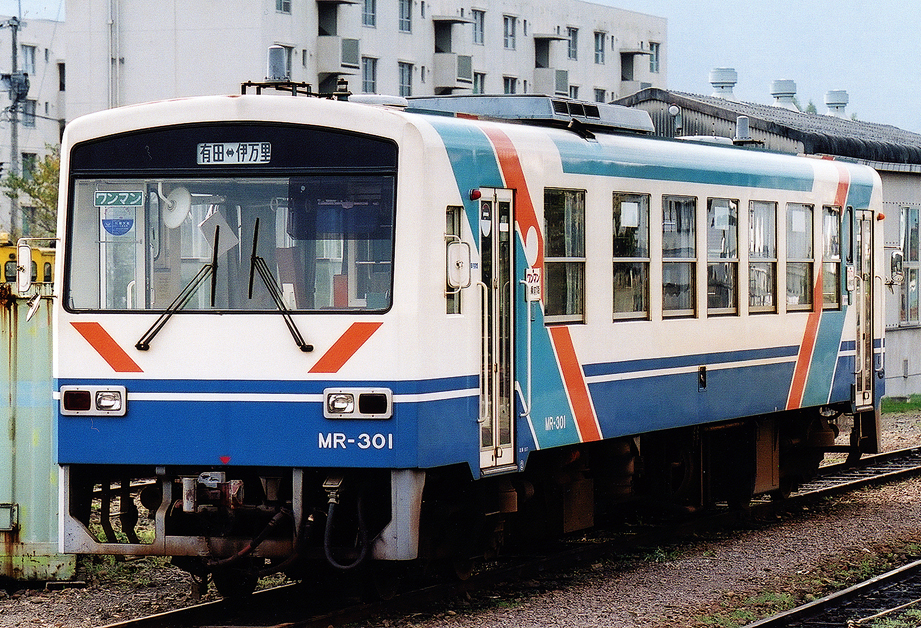
MR-300形（2000年）

## 経営
1988年の開業以来、会長を長崎県知事、副会長を佐賀県知事、社長を佐世保市長が務め、佐世保の主要財界人が軒並み役員を務める体制で運営されてきた。駅数を32から57に増やし、列車の運転間隔も15 - 20分おきにするなどの工夫により、2000年度まで黒字経営を維持。沿線に高校や病院が多いことも幸いし、「三セクの優等生」と言われていた。
だが、沿線自治体は佐々町を除いて過疎化が進行しており、利用客は1996年の年間442万人をピークに減少。2001年以降はついに赤字経営に陥った。このため、長崎・佐賀両県と沿線市町は2006年度から8年間で23億円を支援することを決定した。なお、この際に「支援する側の自治体と、される側の経営者が同一なのはおかしい」との議論が起きたため、両知事と佐世保市長が役員を退任し、民間出身の社長が就任している。
2006年末時点で、具体的な廃線議論には至っていなかったが、沿線自治体の財政力ではさらなる支援は困難と見られており、支援が切れる2014年以降の経営存続が大きな課題となっていた。2013年10月に、2014年度からの10年間で沿線自治体からの総額約15億8千万円の支援が決定し、運賃の値上げや観光路線の強化、商業施設の誘致により赤字を圧縮できる仕組みを進めていき、地域の交通インフラを整備していくことになった。沿線自治体は連絡協議会を組織しており、拠出金で松浦鉄道を支援する基金を設けている。
自治体から財政支援を受けつつ、駅の新設や改称、サブ駅名（愛称）導入による旅客掘り起こし、レンタル列車の貸切、列車命名権契約の募集などによる増収にも努めている。
2009年には、長崎スマートカードを導入したい意向を示し、2011年3月12日から利用が開始された。各車両にカード読取装置を設置の上、各有人駅で長崎スマートカードによる回数券と定期券を発売している。なお、長崎電気軌道と同様に車内でのセルフ積み増しは可能だが、松浦鉄道ではモバイル長崎スマートカードは使えない。長崎スマートカードを利用して伊万里駅で佐世保方面の列車と有田方面の列車を乗り継いでも乗り継ぎ先の運賃は割り引かれないが、上限200円となる日のみ2乗車目が無料になる。なお、2020年3月1日よりnimoca (nagasaki nimoca) が導入され、同年5月31日をもって長崎スマートカードの利用を終了し、nimocaに完全移行した。nimocaに関しては各駅に簡易改札機などの対応機器を設置せず、専ら各車両のカード読取装置によって対応している。nimocaを利用して60分以内に指定駅（終着駅が設定されている佐々駅・たびら平戸口駅・松浦駅・伊万里駅）で列車を乗り継いだ場合、運賃は通しで計算される（実際は1回目の乗車で降車駅までの運賃を一旦引き去り、2回目の乗車で残りの運賃を引き去る形になる）。

## MR旅行サービス

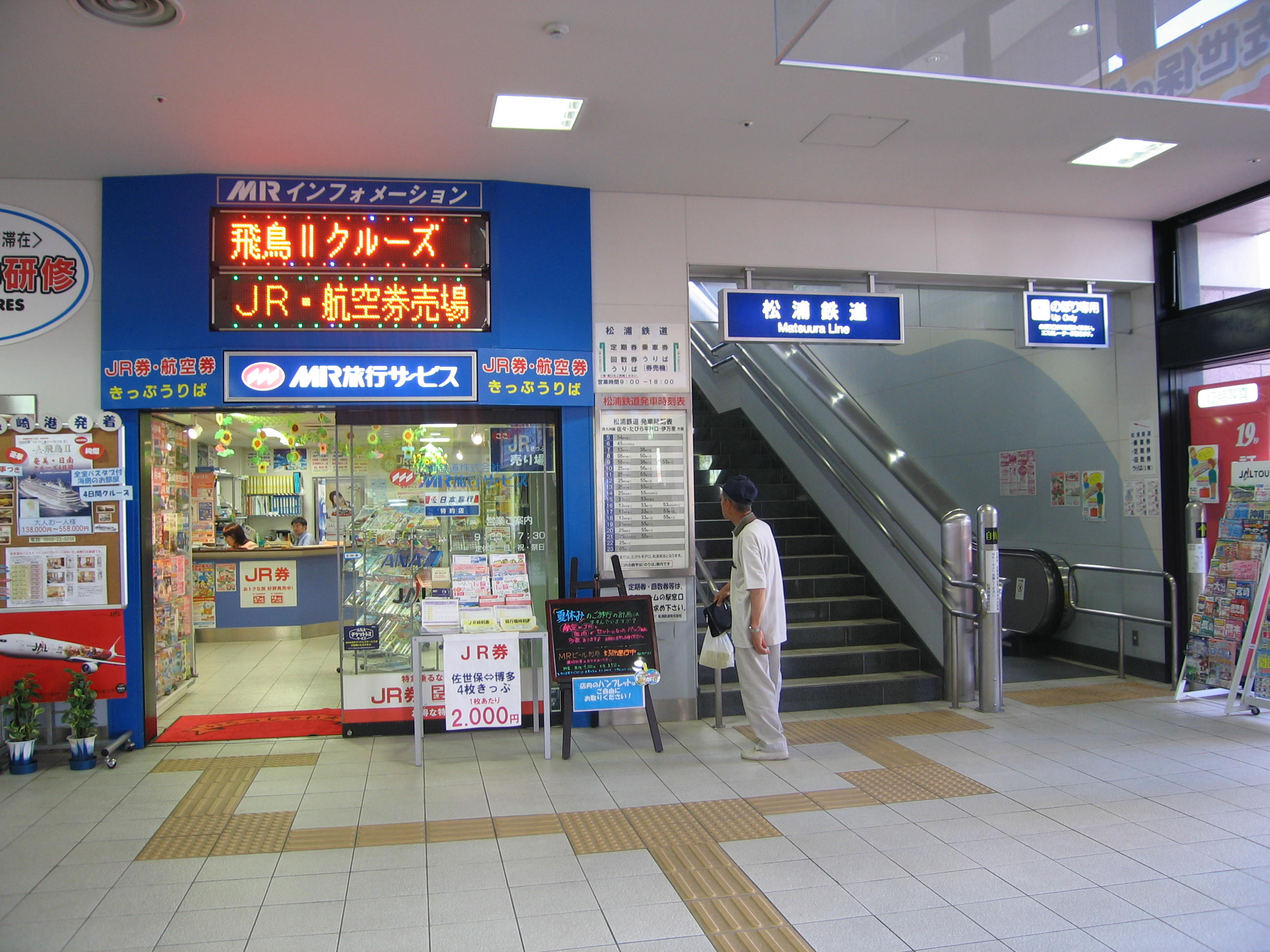
佐世保駅のMR旅行サービス（2006年7月14日）

JR佐世保駅構内で旅行業としてMR旅行サービスを営んでいた。自社で海外旅行の主催が可能な第1種旅行業（観光庁長官登録旅行業第1386号）の登録を受けていた。また、松浦鉄道はJR指定旅行会社なので自社との連絡運輸以外のJR券も旅行業扱いで発売していた。旅行業単体では黒字営業を続けていたが、本体鉄道事業の業績悪化のあおりを受け、旅行業継続に必要な営業保証金を鉄道事業に譲渡することにより事業継続を拒まれたことから、2012年3月19日をもって旅行業務を終了し、JR佐世保駅構内のMR旅行サービスは閉店した。